# Nippononeta okumae
Nippononeta okumae là một loài nhện trong họ Linyphiidae.
Loài này thuộc chi Nippononeta. Nippononeta okumae được Hirotsugu Ono & Kendo Saito miêu tả năm 2001.